# 本藩人物誌
『本藩人物誌』（ほんぱんじんぶつし）は、戦国時代を中心に、15世紀中頃から17世紀中頃までの約200年間にわたる島津氏の一族及び主な家臣などの略記をいろは順に全13巻にまとめたものである。

## 概要
著者は薩摩国の人の福崎正澄とされているがその経歴は不明であり、成立年代も不明である。
巻の12末尾に道釈（=僧侶）および女子伝を、巻の13には島津氏に敵対または謀反を起こした人物をまとめた国賊伝を記している。ただし、「薩摩藩にとっての」国賊であり、実際には冤罪や派閥抗争の結果追い落とされた人物も多数含まれている。
鹿児島大学附属図書館が所蔵している写本は、島津久光が天保10年（1839年）から翌年にかけて書写したもので、昭和26年（1951年）に同館が玉里島津家から購入したものである。（玉里文庫本）また、鹿児島県立図書館の所蔵本を底本にしたものが、昭和48年（1973年）、鹿児島県史料集第13集として刊行されている。